# Route nationale 7 (Algérie)
Pour les articles homonymes, voir Route nationale 7.
La Route nationale 7 (RN7), est une route nationale algérienne, elle relie Relizane au poste frontalier algéro-marocain.

## Historique
Elle est érigée en 1879.

## Parcours
N7A et N99 et W46 à Maghnia
W71 à Sabra
W45 à Beni Mester
N22C et N22 et N2 à Tlemcen
W19 et W5 et N22B à Ouled Mimoun
W16 à Ben Badis
W16A et W89 à Hassi Zahana
W78 à Lamtar
N96 à El Habara
W101 à Sidi Lahcene
N95 et N13 et W4 à Sidi-bel-Abbès
N92 à Tilmouni
W37 à Belarbi
N17 et N17C à Sfisef
W12 à Ain Fekran
N6 et Rocade S de Mascara N14Rocade E de Mascara  W14 Rocade N de mascara à Mascara
W12 à El Bordj
W12A à Tliouanet
W99 à Douar El-chorfa
 Rocade sud de Relizane et N4 à Bendaoud